# Zeacolpus blacki
Zeacolpus blacki är en snäckart som beskrevs av Marwick 1957. Zeacolpus blacki ingår i släktet Zeacolpus och familjen tornsnäckor. Inga underarter finns listade i Catalogue of Life.